# جيليان راسيل
جيليان راسيل (بالإنجليزية: Gillian Russell) هي منافسة ألعاب القوى جامايكية، ولدت في 28 سبتمبر 1973 في أبريشة سانت أندرو ‏ في جامايكا.

## وصلات خارجية
- جيليان راسيل على موقع الاتحاد الدولي لألعاب القوى (الإنجليزية)
- جيليان راسيل على موقع أوليمبيديا (الإنجليزية)
- جيليان راسيل على موقع اتحاد ألعاب الكومنولث (مؤرشف) (الإنجليزية)